# Budkov, Prachatice
Budkov là một làng thuộc huyện Prachatice, vùng Jihočeský, Cộng hòa Séc.